# Лакатнишки скали
Лакатнишките скали са разположени на левия склон на Искърския пролом в Стара планина, България.
Намират се в община Своге, в землището на село Миланово, между долината на реката Пробойница и местност „Турия“, където минава асфалтирания път за селото. Най-близо до скалите е гара Лакатник, намираща се на отсрещния бряг на река Искър (444 m н.в.).

## Име
В по-далечното минало скалите са били наричани от местните жители "Аржишки камик", кръстени на близката махала. Хората от съседните села казвали на скалите "Осиковски камик", по името на село Осиково, днес Миланово. След строежа на жп линията през Искърското дефиле се появява станция Лакатник (днес село Гара Лакатник – различно от село Лакатник, което е по-високо по склоновете на десния бряг срещу скалите) и хората започват да свързват скалите с близката гара.

## Геология
Лакатнишките скали са изградени от червени пясъчници и варовици, като скалните пластове са почти хоризонтални. Скалите на места достигат до над 250 метра над водите на река Искър. Вследствие въздействието на външните релефообразуващи сили на Лакатнишките скали са се образували множество скални форми – пирамиди, кули, зъбери и други.
Характерен за скалите е добре развитият карст. В Лакатнишките скали се намират голям брой карстови пещери. Сред тях са Темната дупка, Ръжишката пещера, Зиданката, Свинската дупка и други.

## Забележителности
Районът е изключително привлекателен за алпинисти и пещерняци, а поради красотата си – и за туристи. Той е един от най-посещаваните и известни катерачни обекти в България, люлка на българското скално катерене, а пещерата Темната дупка е „училището“ на софийските пещерняци.
- Темната дупка – отворът ѝ е в долната част на скалите. Състои се от четири етажа, две основни галерии и е сложен лабиринт от входове, галерии, водопади, прагове, сифони, езера и подземни реки. Цялата система е с обща дължина от над 9000 m, а проучванията на галериите продължават. [2] Пещерните води избликват в извора Житолюб. Пещерата не е богата на пещерни образувания, но е забележителна с пещерната си фауна.
- Карстов извор Житолюб – почти до шосето, до него са разположени малък ресторант и изкуствено езеро.
- Алпийски заслон „Орлово гнездо“ – малката къщичка, кацнала на скалите, която пътниците от влака виждат. Построен е през 1938 г., а през 2000 г. е подновен.[4]
- Кръстът на загиналите планинари и алпинисти. Издигнат е през 1939 г. със средства, събрани от тогавашния алпийски елит на България, върху най-високата част от Лакатнишките скали. Разрушен е при социалистическия режим в средата на 20 век. През 2001 г. е възстановен от жители на селото.[5]
- Паметникът с петолъчка. Построен при социализма в памет на четирима загинали през 1923 г. септемврийци. На името на един от тях, Милан Петров от с. Осиково, преименуват село Осиково на Миланово през 1950 г. След 1989 г. паметната плоча е счупена, но после е възстановена.[6]

## Защита
През 1966 г. Лакатнишките скали са обявени за защитена местност, а през 1989 г. са включени в създадения тогава Природен парк „Врачански Балкан“.

## Галерия
- Поглед от паметника към река Искър. Кръстът на загиналите алпинисти и планинари е вдясно
- Алпийският заслон „Орлово гнездо“
- Река Искър и Лакатнишките скали
- Паметникът на участници в Септемврийско въстание
- Топонимията на Лакатнишки скали, според старите хора на село Миланово.